# Christ Church Cathedral (Montreal)

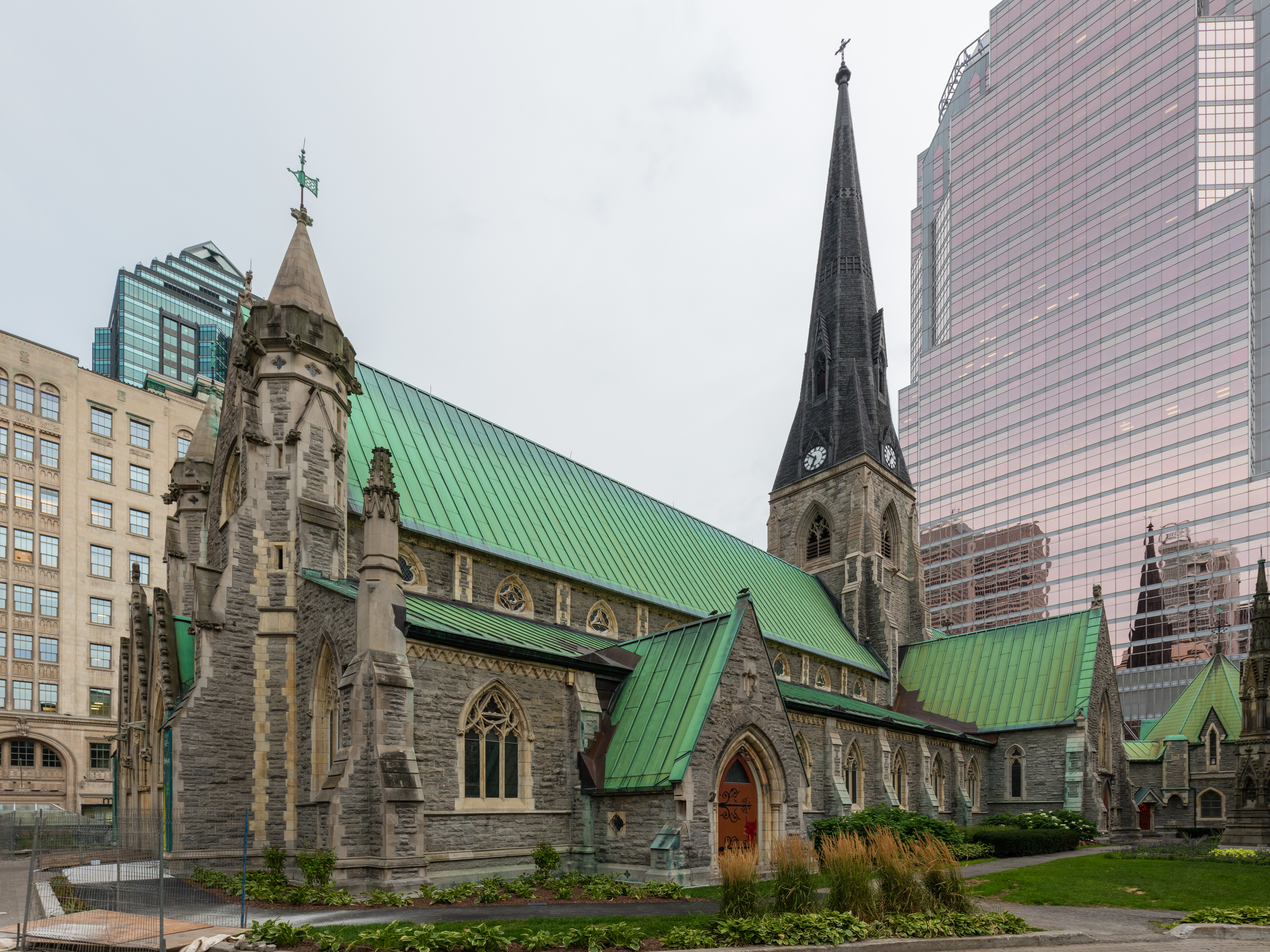
Christ Church Cathedral

Die Christ Church Cathedral (französisch Cathédrale Christ Church) ist eine anglikanische Kathedrale in der kanadischen Stadt Montreal und Sitz der Diözese Montreal der Anglikanischen Kirche von Kanada. Sie befindet sich an der Rue Sainte-Catherine Ouest 635, zwischen der Avenue Union und der Rue University. Das Gebäude im neugotischen Stil entstand in den Jahren 1857 bis 1859. Seit 1988 ist es ein National Historic Site. Unterhalb der Kathedrale befindet sich das Einkaufszentrum Promenades Cathédrale.

## Geschichte

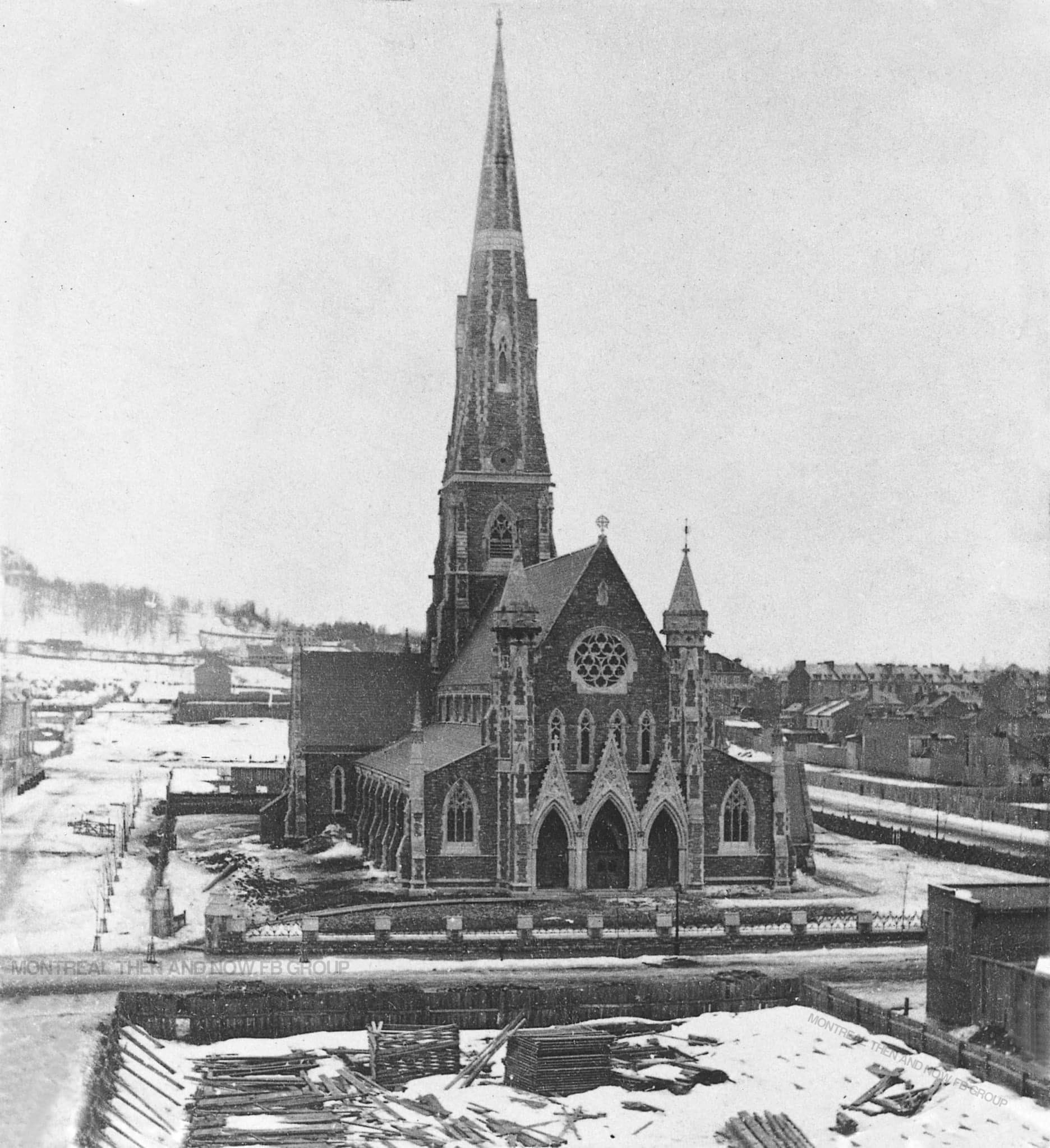
Christ Church Cathedral um 1860

Eine anglikanische Pfarrei gab es in Montreal seit der Eroberung durch britische Truppen im Jahr 1760. Zunächst nutzten die Gläubigen verschiedene römisch-katholische Kapellen. Die erste rein anglikanische Kirche entstand im Jahr 1814 an der Rue Notre-Dame. Nach der Gründung der Diözese Montreal erhielt sie 1850 den Status einer Kathedrale. 1856 wurde sie bei einem Großbrand vollständig zerstört, nur ein Altarbild blieb erhalten.

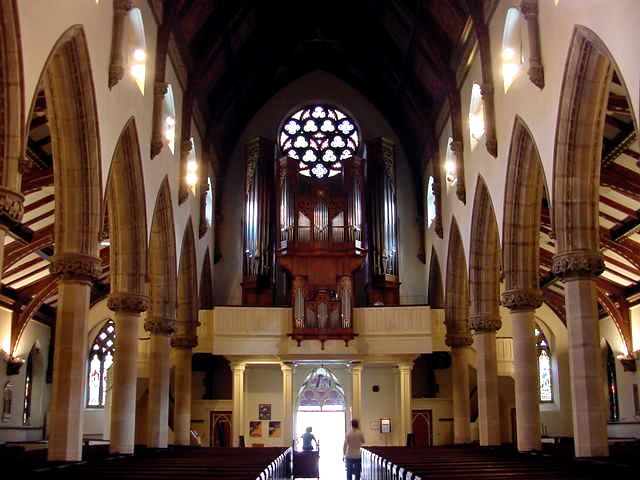
Ansicht des Innenraums

Der Architekt Frank Wills, der auch die Christ Church Cathedral in Fredericton entworfen hatte, erhielt den Auftrag zur Planung eines Neubaus. Er starb jedoch vor Baubeginn, woraufhin Thomas Seaton Scott die Leitung übernahm. Die Arbeiten waren 1859 abgeschlossen, die Kathedrale wurde 1867 geweiht.
Architektonisch gesehen galt die Kathedrale stets als herausragendes Beispiel englischer Neugotik, die Baustatik hingegen war mangelhaft. Aufgrund des weichen Untergrunds begann der schwere steinerne Kirchturm abzusacken und sich zu verformen. In den 1920er Jahren neigte er mehr als einen Meter in südliche Richtung. Der 1600 Tonnen schwere Turm musste 1927 abgebrochen werden. 1939 wurde ein neues Betonfundament gegossen. Eine anonyme Spende ermöglichte 1940 den Bau eines bedeutend leichteren Turms mit einem Kern aus Aluminium.
1987 entstand unmittelbar nördlich der Tour KPMG, ein 146 Meter hoher Wolkenkratzer. Zum Projekt gehörte auch der Bau einer Parkgarage und eines Einkaufszentrums unterhalb der Kathedrale. Zu diesem Zweck wurden unter dem Kathedralenfundament 33 hohle zylindrische Stahlpfeiler (Caissons) in den Fels gerammt, zehn davon von der Krypta aus. Über den Caissons wurden massive vorgespannte Stahlbeton-Träger eingefügt, die das Gewicht der Kathedrale tragen. Im Bereich des Kirchturms musste von Hand gegraben werden.

## Orgel
Die Orgel wurde 1981 von dem Orgelbauer Karl Wilhelm (Mont-Saint-Hilaire, Quebec) erbaut. Das Instrument hat 42 Register auf drei Manualwerken und Pedal. Die Spiel- und Registertrakturen sind mechanisch.
| I Rückpositiv C–g3 |        |
| Gedackt            | 8′     |
| Prinzipal          | 4′     |
| Rohrflöte          | 4′     |
| Nazard             | 2 ⁄3′  |
| Doublette          | 2′     |
| Terz               | 1 3⁄5′ |
| Quinte             | 1 ⁄3′  |
| Scharf III-IV      | 1′     |
| Cromorne           | 8′     |
| Tremolo            |        |

| II Hauptwerk C–g3 |       |
| Bourdon           | 16′   |
| Prinzipal         | 8′    |
| Hohlflöte         | 8′    |
| Oktave            | 4′    |
| Spitzflöte        | 4′    |
| Quinte            | 2 ⁄3′ |
| Superoktave       | 2′    |
| Cornet V          | 8′    |
| Mixtur III-IV     | 1 ⁄3′ |
| Zimbel II-III     | 1′    |
| Trompete          | 8′    |

| III Schwellwerk C–g3 |     |
| Dolkan               | 8′  |
| Rohrflöte            | 8′  |
| Celeste              | 8′  |
| Prinzipal            | 4′  |
| Holzflöte            | 4′  |
| Waldflöte            | 2′  |
| Mixtur IV            | 2′  |
| Basson               | 16′ |
| Trompette            | 8′  |
| Tremolo              |     |

| Pedalwerk C–f1  |       |
| Prinzipal       | 16′   |
| Subbass         | 16′   |
| Subbass         | 8′    |
| Oktavbass       | 8′    |
| Choralbass      | 4′    |
| Rauschpfeife IV | 2 ⁄3′ |
| Posaune         | 32′   |
| Posaune         | 16′   |
| Trompete        | 8′    |
| Clairon         | 4′    |

- Koppeln: I/II, III/II, I/P, II/P, III/P

## Promenades Cathédrale

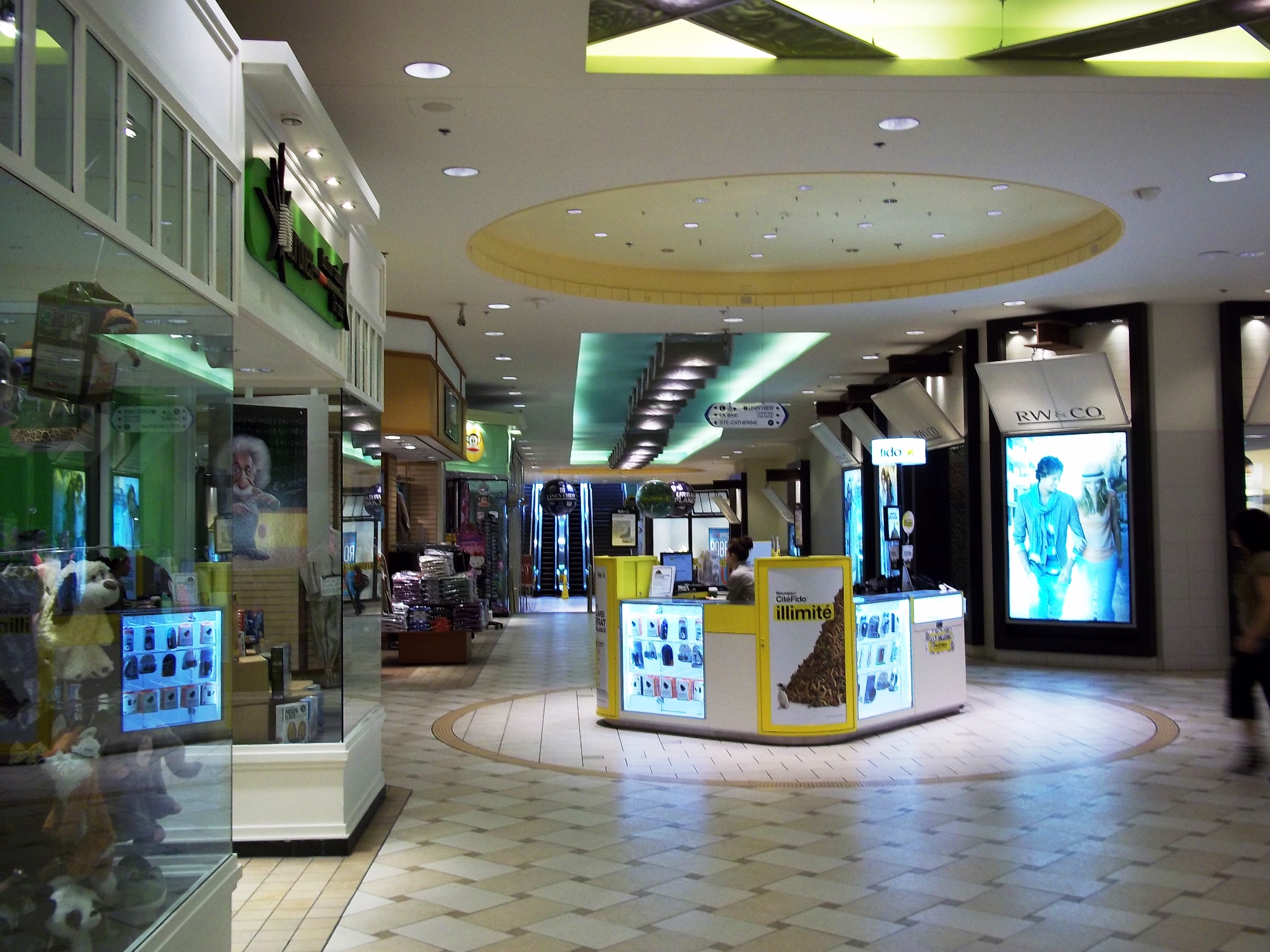
Promenades Cathédrale

Im Gewölbe unter der Kathedrale befinden sich die Promenades Cathédrale, ein Einkaufszentrum mit 60 Läden und Restaurants auf zwei Stockwerken. Es bildet einen Teil der Montrealer Untergrundstadt; direkte Zugänge bestehen unter anderem zum Einkaufszentrum Centre Eaton und zur U-Bahn-Station McGill.